# Erbfolge (römisches Recht)
Erbfolge bedeutete im römischen Recht Universalsukzession. Eine solche besteht in der Form der Gesamtnachfolge einer oder mehrerer Personen als Erben in den Inbegriff der Rechte eines Erblassers. Die Rechte mussten über den Tod des Verstorbenen hinaus bestehen und durften keinen vermögensrechtlichen Erwerbstatbeständen, wie etwa Vinikationslegaten – Vermächtnissen über Einzelgegenstände – unterliegen. Bei Erbenmehrheit wurde der Güterbestand nicht aufgeteilt, das heißt auf Köpfe verteilt, sondern er wurde in rechnerischen Bruchteilen am gesamten Erbschaftsvermögen übertragen.
Seinem Ursprung nach unterlag die Erbfolge allein den bürgerrechtlichen Grundsätzen des ius civile. Missstände und unbillige Härten führten dazu, dass die engen Rechtsgepflogenheiten durch die Einführung prätorischen Honorarrechts (ius honorarium) korrigiert werden mussten.

## Gesamtnachfolge
Während der altzivilen Zeit der Zwölftafelgesetzgebung konnte vererben, wer eigene Erben hatte. Bezüglich eines Familienguts, das einen altbäuerlichen Zuschnitt aufwies, trat der Erbe beziehungsweise die Erbengemeinschaft an die Stelle des Erblassers (succedere in locum defuncti). Haus und Hof blieben unter den Hauserben (sui heredes) ungeteilt (consortium), der Hauskult (sacra) war als Gebot zu beachten und zu pflegen. Zwar war eine Erbteilung denk- und umsetzbar, ursprünglich aber nur eine Option ohne Rechtsanspruch.
Neben die gesetzliche Erbfolge trat in einem weiteren Entwicklungsschritt die gewillkürte Übertragungsform, das Testament als letztwillige Verfügung des Erblassers. Der letzte Wille (suprema voluntas) wurde in der frühen Republik vor den Kuriatskomitien, später per Libralakt bezeugt, woraus das Testament begrifflich herrührt (testamentum aus testari). Wann das Testament aufkam, lässt sich – nach derzeitigem Stand der Forschung – nicht rekonstruieren, gleichwohl fand deren Verwendung im Rahmen der libertär geprägten Testierfreiheit hohen Zuspruch. Der gesetzlichen Erbfolge ging es vor. Beide Verfügungsformen schlossen sich gegenseitig aus, denn es galt der Grundsatz, dass „niemand teils mit und teils ohne Testament sterben kann“ (nemo pro parte testatus pro parte intestatus decedere potest). Blieben nach testamentarischer Erbeinsetzung Teile der Erbschaft frei, fielen diese Teile deshalb auch nicht an die gesetzlichen Erben, sie wuchsen stattdessen den testamentarischen Erben an (Akkreszenz). Erbe wurde, wer den Erblasser überlebte, kraft Fiktion auch der nasciturus. Auflösende Bedingungen und Befristungen waren unwirksam (pro non scripto). In der Kaiserzeit fand neben dem Testament das formärmere Kodizill noch Anwendung, häufig als bloßer Brief.
Gegenstand der Erbfolge war die hereditas, die Erbschaft. Mit dem Begriff wird das einheitliche Vermögen des Erblassers zusammengefasst. Ursprünglich waren das zunächst nur körperliche Sachen (res corporales), ab der Zeit der klassischen Jurisprudenz im Prinzipat wurden der hereditas auch vererbliche Rechte zugerechnet, also neben Besitz (mancipium) und Sklaveneigentum auch Personenrechte (Forderungen, Leistungsrechte). Mit der Erbschaft verbunden waren auch Nachlassschulden, die dann vom Erben als Verbindlichkeiten zu tilgen waren. Nicht der hereditas unterfielen hingegen Manusehen (uxores in manu) oder die Vorstandsgewalt im Familienverband, die patria potestas. Diese Rechte erloschen mit dem Tod des Erblassers. Gleiches galt für eine vom Erblasser übernommene Schutzherrschaft (Patronat) über seine Klientel, ebenso eine ausgeübte Vormundschaft (tutela). Diese Rechte waren nicht vererbbar, denn sie wurden über Regeln zu Lebzeiten übertragen.
Heres wurde nur der Erbe nach ius civile. Dabei gab es zwei Alternativen. Er konnte gesetzlicher Erbe sein, sogenannter Intestaterbe (Erbe ohne Testament), vermittelt anfänglich über die Gesetzgebung der Zwölftafeln, später über Senatsbeschlüsse und kaiserrechtliche Anordnungen. Der Erbe konnte aber auch kraft Testaments gewillkürt bedacht werden. Darin lag die Gefahr, dass Reibungspunkte mit dem traditionellen Gewohnheitsrecht erzeugt wurden und Nachteile für das Familiengut drohten. Auch wurde man sich der systembedingten Nachteile gegenüber Hauskindern, Agnaten oder kognatischen Blutsverwandten gewahr, wenn diese sich zuvor emanzipiert hatten, folglich aus dem Hausverband ausgetreten waren. Sie waren dann aus der gesetzlichen Erbfolge ausgeschlossen.
Da eine Neuregelung beziehungsweise Modernisierung der zivilen Erbfolgeordnung unterblieb, bedurfte es zur Korrektur prätorischer Eingriffe. Prätorische Erbeinweisungen erlangten in der Folge Hochkonjunktur. Es entwickelte sich in der römischen Erbrechtsordnung ein Nebeneinander von Zivilrecht und prätorischem Honorarrecht. Zwar führte die Erbschaftseinweisung kraft bonorum possessio mittels Honorarrecht zu keiner Erbenstellung, gleichwohl konnten testamentarische Erben in dieser Weise aus seiner Erbenposition verdrängt werden (bonorum possessio cum re). Aufgrund der komplizierten Beweislast und komplexen technischen Umsetzungsmöglichkeit über die Parteirollen (hereditatis petito), war der Erbschaftsbesitzer als Beklagter zwar grundsätzlich in der komfortableren Situation (beatus possidens), er verlor den Besitz der Erbschaft aber, wenn er letztlich eigentumsrechtliche Herrschaft ohne Herausgabeanspruch (sine re) ausübte.

## Erbeinsetzung und Inhalt des Testaments
So wie für die Erbeinsetzung galt, dass eine oder mehrere Personen bestimmt sein mussten, die den Nachlass (und die Schulden) als Ganzes übernehmen (korrespondierende Regelungen im BGB sind: § 1922, § 1967 BGB), so galt auch, dass ohne ein wirksames Testament keine Erbeinsetzung stattfinden konnte (abweichende Regelung im BGB lautet: §§ 2147 ff. BGB). Erblasser und Erbe mussten für die Wirksamkeit ihrer Erklärungen testierfähig sein (testamenti factio activa / passiva).
Die Erbeinweisung war ein zwingend notwendiger Verfahrensschritt (heredis institutio). Es bedurfte eines oder mehrerer Gesamtrechtsnachfolger, damit Legate, Fideikommisse oder Freilassungen von Sklaven überhaupt wirksam werden konnten. Die Erbeinsetzung musste imperativen Wortformeln folgen, die auch in der klassischen Zeit noch Anwendung fanden (etwa: Titus heres esto = „Titus soll Erbe sein“).
Der Erblasser konnte auch einen Ersatzerben bestimmen, wenn der erstgesetzte Erbe nicht erwarb, sogenannte Vulgarsubstitution. Hierzu konnten sich Streitigkeiten ergeben, die unter der Ägide Sullas Gegenstand eines historischen Prozesses des Juristen Scaevola im Jahr 92 v. Chr. waren. In dem Prozess wurde auch erörtert, ob eine Pupillarsubstitution möglich ist, also die Einsetzung eines Nacherbens für den Fall, dass der Erbe zum Erbanfall noch unmündig verstirbt (mit Mündigkeit würde er erben), und bejaht. Dabei handelte es sich um die einzige Ausnahme zur ansonsten nicht vorgesehenen Nacherbschaft in Rom.
Die Testamentsauslegung war schon in der republikanischen Zeit bekannt, wenn ein Widerspruch zwischen Wortlaut und Wille hervortrat. Dann wurde auf den Willen abgestellt und der Wortlaut schadete nicht. Auslegungen wurden aber nicht obligatorisch, denn noch in der klassischen Zeit wurden immer wieder Fälle nach Wortlaut entschieden.